# Regierung Jan Šrámek I
Die Regierung Jan Šrámek I. war die erste Regierung der
tschechoslowakischen Exilregierung  während der Besetzung der Tschechoslowakei im Zweiten Weltkrieg in London, die vom Präsident Edvard Beneš ernannt und vom 21. Juli 1940 bis 5. April 1945 in zwei Amtsperioden von Ministerpräsident Jan Šrámek geleitet wurde.
Die Regierung Jan Šrámek I. war formell eine Fortsetzung des Tschechoslowakischen Nationalausschusses von 1939 und befand sich im Amt vom 21. Juli 1940 bis 12. November 1942 in London (kleine personelle Änderungen wurden am 18. Juli 1941 sowie 27. Oktober 1941 durchgeführt). Ihr folgte die Regierung Jan Šrámek II.

## Die Regierungszusammensetzung
Šrámeks erste Regierung setzte sich aus folgenden Ministern zusammen:
- Jan Šrámek – Premierminister
- Jan Masaryk – Außenminister
- Juraj Slávik – Innenminister
- Eduard Outrata – Finanzminister[Anm. 2]
- Ladislav Karel Feierabend – Finanzminister[Anm. 3]
- Sergěj Ingr – Verteidigungsminister
- Jaromír Nečas – ohne Geschäftsbereich[Anm. 2] / Wirtschaftsminister[Anm. 3]
- František Němec – Min. für Soziales
- Ján Bečko – ohne Geschäftsbereich (Kontrollkommission)
- Ladislav Karel Feierabend – ohne Geschäftsbereich[Anm. 2]
- Eduard Outrata – ohne Geschäftsbereich (Handel, Industrie, Gewerbe)[Anm. 2]
- Štefan Osuský – ohne Geschäftsbereich[Anm. 4]
- Hubert Ripka – ohne Geschäftsbereich
- Rudolf Viest – ohne Geschäftsbereich
- Ján Lichner – ohne Geschäftsbereich
- Jaroslav Stránský – ohne Geschäftsbereich (Justiz)

## Quelle
- Angaben der tschechischen Regierung, online auf: www.vlada.cz/.../jan-sramek-1, abgerufen am 24. Juli 2011